# Яків Стоцький
Яків Стоцький (англ. Jakob Stocky; 22 жовтня 1905, Увин, Радехівський повіт — ?) — учасник Другої світової війни, військовик канадських та британських збройних сил українського походження.

## Біографія
Яків Стоцький народився 22 жовтня 1905 року в селі Увин Радехівського повіту, що в Західній Україні. В 1929 переселився до Канади, й подібно до інших українських емігрантів влаштувався працювати спершу на фермі, а відтак у шахтах.
З початком Другої світової війни зголосився добровольцем до канадської армії. Пройшов вишкіл на командос, отримавши навички для проведення спеціальних операцій та бойової діяльності у підпіллі ворога. У 1940 році Яків Стоцький переїхав до Великої Британії, де продовжив вишкіл за попереднім напрямом.
В серпні 1941 року взяв участь у висадці союзного десанту на острів Шпіцберген. Транспортний корабель, в якому служив Стоцький поряд з 527 канадськими, 93 британськими й 25 норвезькими вояками, відчалив від берегів Шотландії 19 серпня й після короткої зупинки в Ісландії 25 серпня висадився на узбережжі. Метою операції ставилось повне знищення промислового обладнання, складів вугілля та запасів пального, аби унеможливити використання острова як бази для німецьких кораблів та підводних човнів. Поряд з цим, союзним солдатам вдалося евакуювати близько 700 норвежців та 2000 радянських гірників, що мешкали в шахтарському містечку Баренцбург. Пізніше громадян СРСР доправили до Архангельська на борту переобладнаного пасажирського лайнера «Empress of Canada». Операція «Панцирна рукавиця» була виконана без жодного пострілу, хоча і з певними труднощами; «це була справді маркантна подія», — зауважував військовик у післявоєнних спогадах.
Яків Стоцький продовжив воювати в Арктиці. Згодом його перекинули до Північної Африки, вже як військовослужбовця 8-ї британської армії, якою тоді командував генерал Бернард Монтгомері. Воював у Сицилії та Італії. В кровопролитних боях за Ортону наприкінці 1943 року, прозваних «італійським Сталінградом», зазнав важкого поранення. З того часу перебував у військових шпиталях, спершу в Англії, а після повернення до Канади — в Едмонтоні та Ванкувері аж до 1952. Зі шпиталю вийшов інвалідом. Ушанований 5 відзнаками за хоробрість.
Був членом Провірної Комісії Відділу Української Стрілецької Громади у Ванкувері (упродовж 1970-их років), 20-го Відділу Товариства Взаїмної Помочі, Союзу українських канадійських ветеранів, Королівського Канадського Легіону. Разом із дружиною Неллі належав до парафії УПЦ в Канаді. Здійснював пожертви на церковні та громадські потреби, зокрема подарував 28 книг для україномовної бібліотеки.